# 林家扇兵衛
林家 扇兵衛（はやしや せんべえ、1992年5月4日 - ）は、落語協会に所属していた元落語家。出囃子は、東京ラプソディ。本名：石井 幸一郎。

## 来歴
1992年5月、東京都北区堀船生まれ、小学5年生の時、家庭の事情により母親の実家の兵庫県神戸市長田区へ転居。高校卒業まで過ごす。
2011年3月、神戸第一高等学校卒業後、林家木久扇に入門。高座名「扇兵衛」。9月、見習い期間を終えて前座修業を開始。
2015年11月に林家つる子、入船亭遊京、金原亭馬久と共に二ツ目に昇進。
2019年、上方の桂和歌ぽんと、東西噺家ユニット「腹鼓」を結成。大洗町を拠点に落語文化を広める「大洗でおおわらいする会」を設立し、代表に就任。2020年、茨城出身の柳亭市寿と、茨城を落語で楽しむユニット「いばらく」を結成。
2021年末ごろ、弟弟子林家木はちと共に落語協会公式サイトより名前が削除される。その後、演芸専門誌「東京かわら版」2022年2月号に、落語家を廃業した旨一行情報が掲載された。

## 芸歴
- 2011年
  - 3月 - 林家木久扇に入門。
  - 9月 - 前座となる、前座名「扇兵衛」。
- 2015年11月 - 二ツ目昇進。
- 2021年12月 - 廃業。

## 活動内容

### 東京での主な活動
- 地元の東京都北区堀船の堀船三丁目会館を拠点に同期4人会や勉強会を中心とした、「堀船せんべえ寄席」を開催。
- 自身が住んでいる世田谷区でも定期的に落語会を開催していた。

### 大洗町と茨城県内での活動
- 茨城県の大洗町を舞台にしたアニメ「ガールズ&パンツァー」の熱狂的なファンで度々大洗町に来ており、それが縁で町内各所で落語会を開催していた。イチ推しは聖グロリアーナ女学院のオレンジペコ。
- 大洗町周辺の市や町等、茨城県内各所（ひたちなか市、那珂市、大子町、笠間市、牛久市、土浦市、取手市）でも落語会を開いており、東京と茨城を往復していた。

### 大須での活動
- 2019年、テレビ愛知の番組企画で、師匠・林家木久扇の指令で名古屋の大須商店街に1カ月間移住。から揚げ屋で出会う人をネタにして落語を作り、大須演芸場で披露した[1]。その後も、大須で定期的に落語会を開催していた。

## 腹鼓
- 2019年5月、交友のある桂和歌ぽんと東西噺家ユニット「腹鼓」を結成することを発表し、同年11月に大阪で旗揚げ公演を行った。
- 「腹鼓」は笑いで満足していただく、「舌鼓ならぬ腹鼓」という意味で林家扇兵衛が考えた。
- 2020年現在は春に東京と神戸、秋に名古屋と大阪での定期公演を決定した。

## メディア
- スタジオパークからこんにちは(NHK、2016年、木久扇と出演)
- 笑点特大号～木久扇スペシャル～(2017年、BS日テレ、一門大喜利)
- BS日テレ笑点特大号～若手大喜利～（2018年）
- ひよっこ落語家移住記～ネタになってもらえませんか？～（2019年、テレビ東京）[1]
- 笑点  お正月だよ！大喜利まつり（2020年、日本テレビ）